# Kleidotoma heterotoma
Kleidotoma heterotoma är en stekelart som beskrevs av Thomson 1862. Kleidotoma heterotoma ingår i släktet Kleidotoma, och familjen glattsteklar. Arten är reproducerande i Sverige.